# Tempo Alcoa
O Tempo Alcoa foi um hidroavião a jato, projetado e construído por Les Staudacher, utilizando alumínio da Aluminum Company of America (ALCOA). O piloto de hidroavião e líder de banda Guy Lombardo utilizou-o com o objetivo de estabelecer um novo recorde mundial de velocidade na água. 
Em 1959, Lombardo estava tentando atingir o recorde absoluto de velocidade na água com o Tempo Alcoa, movido a motor a jato, quando foi destruído em um teste controlado por rádio a mais de 400 quilômetros por hora. 
Um novo recorde nunca foi alcançado pelo Tempo Alcoa.